# Helmuth Weidling
Helmuth Weidling (n. 2 noiembrie 1891, Halberstadt — d. 17 noiembrie 1955, lagărul Vladimirovka din Uniunea Sovietică) a fost un general german din al Treilea Reich. La 12 aprilie 1945 a fost numit de Adolf Hitler general comandant al Corpului LVI Blindat și comandant de luptă al Berlinului. A fost luat prizonier de sovietici la 3 mai 1945.